# لانگ لین (میزوری)
لانگ لین (به انگلیسی: Long Lane) یک منطقهٔ مسکونی در ایالات متحده آمریکا است که در میزوری واقع شده‌است. لانگ لین ۳۴۵٫۹۵ متر بالاتر از سطح دریا واقع شده‌است.